# Puig de Gaigs
El Puig de Gaigs és una muntanya de 839 metres que es troba entre els municipis de Pontils i Sarral, a la comarca de la Conca de Barberà.